# Världsomsegling

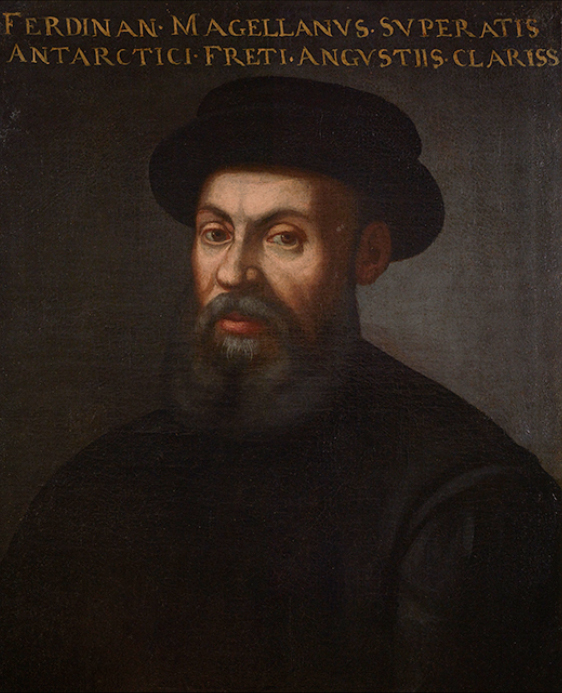
Porträtt av Ferdinand Magellan

Världsomsegling innebär att med fartyg ta sig runt jorden. Människor har seglat runt världen sedan 1500-talet. I modern tid förekommer kappseglingar runt jorden.

## Definitioner
Det finns flera uppfattningar om vad som krävs för en världsomsegling. En enkel förklaring är att det är en resa som korsar alla meridianer åtminstone en gång. Med den definitionen skulle man kunna säga att en u-båt som snurrat runt Nordpolen gjort en "världsomsegling". En mer strikt definition som man vanligen använder är att dessutom passera ekvatorn, och en ännu mer strikt förutsätts man någonstans längs rutten passera antipoden till någon tidigare punkt, men det låter sig inte alltid så lätt göras (Med den vanligaste fritidsseglarutten brukar det kravet lösas genom att passera t.ex. Panamakanalen och dess antipod utanför Indonesien). Man kan också ställa kravet att världsomseglingen fullbordas först när man återvänder till utgångspunkten eller korsar den rutt man använde i början av seglingen. Enligt segelförbundets rekordkommitté finns en regel för snabbaste världsomsegling där längden ska vara minst jordens omkrets enligt en teoretisk beräknad rak rutt från utgångshamnen och tillbaka enligt en svårtolkad beräkningsregel.

## Några milstolpar i världsomseglingens historia

### Ferdinand Magellan
Den första person som bevisligen korsat alla världens meridianer var Ferdinand Magellan. Han brukar tillerkännas den första världsomseglingen, men gjorde den de facto i två etapper; först hade han 1506 deltagit i en portugisisk expedition österut till Moluckerna. 1519 inledde han själv den första världsomseglingen som en spansk expedition västerut med ursprungligen fem fartyg, där han bland annat upptäckte Magellans sund. Han kom emellertid aldrig fram själv, eftersom han 1521 blev dödad då han deltog i en skärmytsling mellan lokala invånare på Mactan i Filippinerna, som alltså befinner sig något väster om Moluckerna.
På hans skepp Victoria fanns en filippinsk slavpojke vid namn Enrique från Magellans resa till Moluckerna. Han är möjligen den förste världsomseglare som återvänt till utgångspunkten.

### Juan Sebastián Elcano

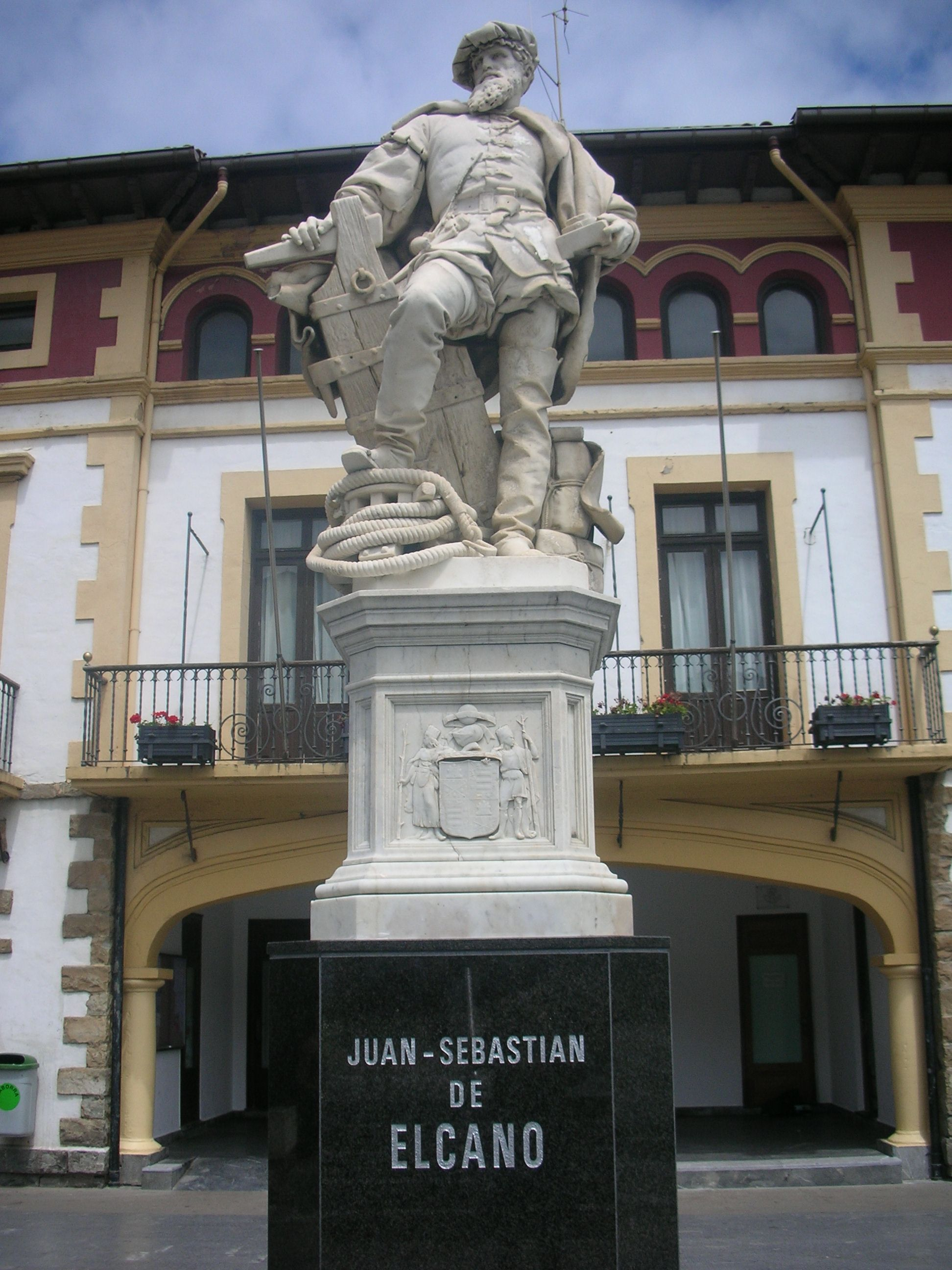
Staty av Juan Sebastián Elcano i hans hemby Getaria

Den första världsomseglingen att segla runt jorden i ett svep var de 18 personer i Magellans expedition som fullföljde färden 1522 under befäl av Juan Sebastián Elcano, på det enda återstående fartyget, Victoria. Bland dem fanns en herre som kan anses vara den första "jordenrunt-turisten" Antonio Pigafetta, en italiensk sjöfarare som inte var med som anställd, utan som betalande passagerare. (Han bidrog dock påtagligt till expeditionens resultat med omsorgsfull kartografi och dagboksanteckningar). Det fanns flera expeditionsmedlemmar som överlevde och fullföljde resan runt jorden men kom tillbaka andra vägar senare, då de övriga fartygen förolyckades på olika sätt. (Utom två fartyg som deserterade och återvände utan att segla runt jorden).

### García Jofre de Loaísa
Nästa spanska expedition till Ostindien var då García Jofre de Loaísa med sju fartyg och 450 man, bland andra ovannämnde Juan Sebastian Elcano, lade ut från Spanien 1525. Expeditionen blev emellertid ett fiasko; inget av fartygen och bara 24 besättningsmedlemmar (bland dem ingendera av de ovannämnda) kom någonsin tillbaka till Europa. Den ende av de 24 som kom hem västra vägen, och därmed fullföljde världsomseglingen, var Andrés de Urdaneta.

### Francis Drake
Sir Francis Drake var följande, och den förste britten som seglade jorden runt, och den förste som fört befäl över en fullständig världsomsegling. (1577 - 1580). Hans uppdrag av drottning Elisabeth var att kapa spanska fartyg i Stilla havet. I en storm drevs han så långt söderut att han upptäckte havsområdet som senare fick hans namn, Drakes sund som skiljer Eldslandet från de nordligaste öarna i Antarktis och insåg att Eldslandet är en ö. På den resan valde han dock det lugnare Magellans sund för passagen till Stilla havet. Han seglade sedan upp längs västra kusten av Syd- och Nordamerika, förorsakande stor skada bland de spanska kolonierna, och kom troligen åtminstone ända upp till Aleuterna, men den exakta utsträckningen norrut av hans resa hemlighölls av politiska skäl, såpass grundligt att sanningen senare aldrig med säkerhet har fastställts. Han proklamerade i alla fall allting norr om Point Loma i San Diegobukten som brittiskt territorium under namnet Nova Albion (Nya England på latin). Efter ett strandhugg på Moluckerna, där han lastade kryddor, återvände han till Plymouth i september 1580. Som tack för de rejäla rikedomar i kryddor och spanskt kapargods som han tillförde kronan, blev han följande år adlad av drottningen och fick alltså titulera sig "Sir".

### Olivier van Noort
Olivier van Noort var den förste holländaren som seglade Jorden runt. Hans expedition 1598 - 1601 (också ursprungligen avsedd till att uppbringa spanska fartyg) var illa utrustad, och bara ett eller två av hans fartyg kom tillbaka. Inkomsten från resan täckte nätt och jämnt kostnaderna, men blev början till det senare så framgångsrika Holländska Ostindiska Kompaniet.

### James Cook

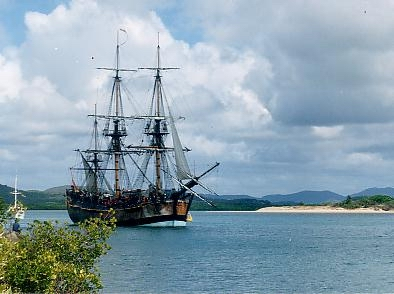
Replik av Cooks fartyg på den första resan, Endeavour

Kapten James Cook fullföljde två världsomseglingar och dog under en tredje. Han hade även många "första" på sin meritlista. Hans första resa, 1768 - 1771 var en av de första som rundade både Kap Horn (upptäckt 1615 av holländaren Willem Schouten) och Godahoppsudden. På den resan var han också den första europe som landsteg på Australiens ostkust. Med på resan var även den svenske biologen, Linnés lärjunge, Daniel Solander och hans kollega och sekreterare, finländaren Herman Spöring, vilka därmed var de första från dåvarande Sverige att resa jorden runt. Det var även den första resan där ingen sjöman dog i skörbjugg, tack vare kaptenens anbefallna diet på citrusfrukter där de fanns att tillgå, men framför allt surkål. Hans andra resa 1772 - 1775 var den andra som gick Jorden runt österut. Han var också sannolikt den första att korsa södra polcirkeln. Hans främsta uppdrag var att verifiera existensen av "Terra Australis Incognita". Eftersom han på den resan seglade söder om alla kända kontinenter (Han nådde 71°10' sydlig bredd, vilket skulle ha fört honom till Antarktis kust, om han hade försökt på någon annan längdgrad) visade han att det åtminstone inte kunde existera något tempererat land där. Med på den resan fanns även den nyuppfunna kronometern som betydligt underlättade navigatörens bestämning av längdgraden, vilket tidigare varit nästintill omöjligt, baserat enbart på dödräkning. På sin tredje resa 1776 - 1779 blev Cook den första europe som landsteg på Hawaii. Därefter försökte han segla genom Berings sund, men misslyckades och återvände till Hawaii, där han kom i delo med de lokala polynesierna och blev ihjälslagen. Kaptenen på hans andra fartyg, Charles Clerke, förde expeditionen tillbaka till England.

### Nils Werngren, Sverige
Den första svenska världsomseglingen torde genomförts av den lilla brigantinen Mary Ann under befäl av kapten Nils Werngren som utförde en oplanerad världsomsegling åren 1839–1841. Hon byggdes 1838 på Oscarsvarvet i Luleå för redaren Carl Fredrik Liljewalch. Inspirerad av en äventyrare, Nils Peter Ringman, som skroderade om förtjänster på Australientraden, beslöt Liljewalch lasta henne med byggförnödenheter och städslade Ringman som befälhavare och kompanjon. Då projektet var på god väg, visade det sig att Ringman var en bedragare, och Liljewalch fick hastigt lov att hitta en ny kapten. Den nyutexaminerade sjökaptenen, blott 24-årige (men inte helt oerfarne) Nils Werngren råkade lämpligt korsa hans väg, och mönstrade på som befälhavare. De seglade till London, där de fick bekräftat att Ringmans krediter var obefintliga. Eftersom lasten inte betingade högre pris i London än hemma, beslöt de i alla fall segla till Australien. Det var ingen liten risk, då fartyget mätte bara knappt 22 m i längd, och besättningen bestod av åtta man utom befälhavaren, en stor del unga och oerfarna. De hade dock tur med vädret, och efter 89 dygn utan en skymt av land, anlände de till Sydney. Från Newcastle i Australien fick de last av kol till Valparaiso, och från Chile fick de ombord kopparmalm till Swansea i Wales. Kring jultiden 1839 rundade hon Hornet, och i maj 1841 anlöpte "Mary Ann" Stockholm med last av salt från England, och hade därmed som första svenska fartyg fullbordat en jordenruntsegling.

### Petter Idman, Finland
På ungefär samma sätt som svenska "Mary Ann" genomförde den finländska barken Hercules den första finländska världsomseglingen åren 1844-1847. Fartyget byggdes på Calholmens varv i Jakobstad och var 32 meter lång och ägdes av skeppsredaren Peter Malm (Strikt talat förde hon rysk flagg, då Finland under 1800-talet var ett ryskt storfurstendöme, men fartyget var registrerat i Jakobstad och ägarna företrädde enbart finländska intressen). Under befäl av Petter Gustaf Idman avseglade fartyget 1844 från Jakobstad med plank och tjära till Marseille. Frakterna gav rutten efter vart, som därefter blev Odessa (i barlast), Plymouth (järnkulor och talg), Rio de Janeiro (styckegods), Parangua (barlast), Valparaiso (te), Callao, Tahiti (styckegods?), Batavia (barlast), Rotterdam (styckegods) och till slut i barlast hem till Jakobstad 1847. Därmed fullbordade (västerut, som omväxling) Hercules som första finländska fartyg en jordenruntsegling.

### Steen Bille, Danmark
Den första danska världsomseglingen genomfördes åren 1845-1847 av korvetten Galathea. Fartyget byggdes på Gammelholms varv i Köpenhamn och var 43 meter lång och ägdes av Kongelige danske marine. Våren 1845 uppdragade den vetenskapsintresserade Kristian VIII danska vetenskapsakademin att utrusta en vetenskaplig expedition och i juni avseglade fartyget från Köpenhamn under befäl av Steen Bille. Färden gick runt Afrika till Indien och en rad andra platser i Asien vidare över Stilla havet till Polynesien och Sydamerika tills man återkom till Danmark i augusti 1847.

### Christian Gullichsen, Norge
Den första norska världsomseglingen torde ha genomförts åren 1852-1853 av briggen Sea Gull. Fartyget ägdes av skeppsredaren Erik Børresen i Drammen och användes till tehandel mellan Kina och USA. 1852 avseglade fartyget under kapten Christian Gullichsen med en telast till Hamburg, under resan passerades Godahoppsudden och man anlände i Hamburg 1 september 1853 och fullbordade då som första norska fartyg en jordenruntsegling.

## Svenska flottans världsomseglingar

### HMS fregatten Eugenie
Svenska flottans första världsomsegling genomfördes åren 1851-1853 med fregatten Eugenie. Den 1 oktober 1852 avseglade fartyget från Karlskrona örlogshamn under befäl av kommendörkapten Christian Adolf Virgin. HMS Eugenie var byggd på Karlskronavarvet och sjösatt 1844, längd 46 meter, besättning 300 man. Den 1 juli 1853 ankrade fregatten Eugenie på Älvsborgsfjorden utanför Göteborg.

### HMS Vanadis
HMS Vanadis var en ångfregatt som genomförde en världsomsegling åren 1883 - 1885 under befäl av Otto Lagerberg. Fartyget var byggt på Karlskronavarvet och sjösatt 1862, längd 64 meter, besättning 340 man. Hon hade en ångmaskin från Motala verkstad som gav 1400 hk. Den 5 december 1883 avseglade fregatten från Karlskrona och återkom till Stockholm den 5 maj 1885. Under expeditionen genomfördes vetenskaplig forskning om bland annat jordmagnetism och hydrologi.
År 2014 firades ångfregatten Vanadis världsomsegling med en notis Tailandsposten. Det är 130 år sedan hon ankom till Siam. Med på fregatten var Prins Oscar, den förste svenska kungligheten som besökte Bangkok. På morgonen den 17 november 1884 ankom den kungliga svenska flottans ångfregatten till Siam. På redden väntade den kungliga siamesiska lustjakten Vesatri, som skulle föra prins Oscar Bernadotte av Sverige-Norge, fartygschefen kommendör O. Lagerberg och de andra officerarna uppför floden Chao Phraya till Bangkok. Det tog sina fem timmar att hinna fram och vi hade under vägen god tid att intaga lunch och beskåda det vackra landskapet på stränderna. Därefter audiens hos kung Chulalongkorn. 

### HMS Älvsnabben
HMS Älvsnabben byggdes vid Eriksbergs Mekaniska Verkstad, som handelsfartyg för Stockholms Rederi AB Svea och sjösattes 1943, men byggdes om till minfartyg, längd 102 meter och besättning 265 man. År 1953 byggdes hon om till ett skolfartyg, för utbildning av marinens officersaspiranter.
Mellan åren 1954 - 1980 gjorde fartyget sammanlagt 25 långresor och sju sommarresor. Sommaren 1958 gjorde hon en expedition till Spetsbergen. Den första världsomseglingen genomfördes 1954/1955. Den andra världsomseglingen var 1966/1967. Detta blev en del av kronprins Carl Gustaf militära grundutbildning. Denna världsomsegling var den första som ett svenskt örlogsfartyg gick österut runt jorden.
Totalt är det ca 6500 man som rest utomlands med Älvsnabben mellan 1953 och 1980. Hon har besökt 161 olika utländska hamnar eller uteankarplatser i nästan 80 olika länder, varav USA och Brasilien är de mest välbesökta. 

### HMS Carlskrona
HMS Carlskrona byggdes vid Karlskronavarvet som minfartyg och togs i tjänst 1982. Fartyget ersatte Älvsnabben, som skolfartyg för blivande sjöofficerare.
HMS Carlskrona gjorde fyra världsomseglingar:
- 1986 - 1987, västerut under befäl av kommendörkapten Gunnar Rasmusson
- 1991 - 1992, västerut under befäl av kommendörkapten Carl Gustaf Franzén
- 1994, västerut under befäl av kommendörkapten Sten Gattberg
- 2005, österut under befäl av kommendörkapten Per Ståhl

### Bildgalleri

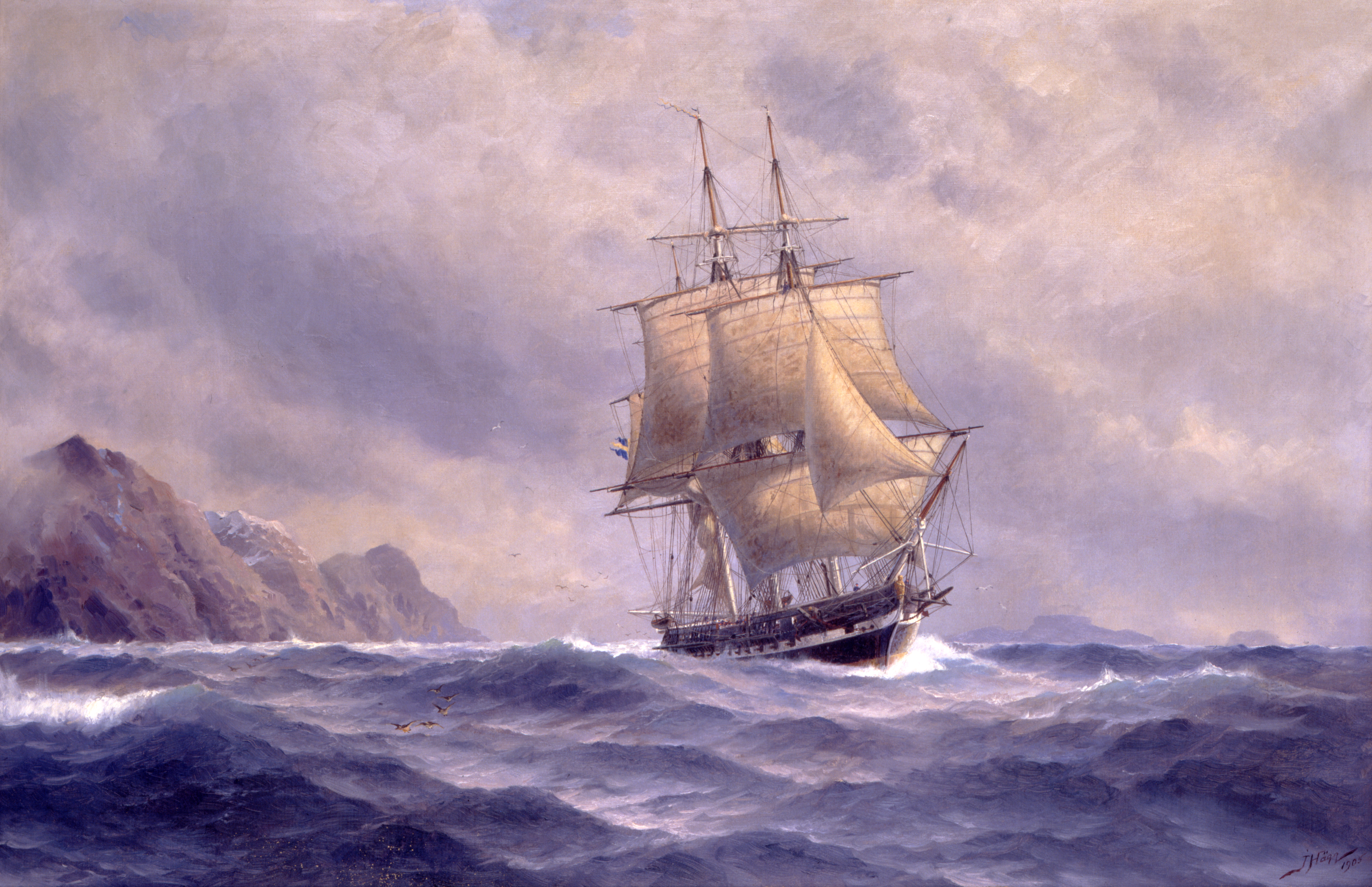
HMS Eugenie, Målad av Jacob Hägg
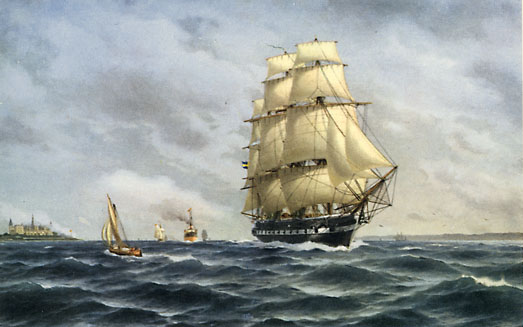
HMS Vanadis (1862), Målad av Jacob Hägg
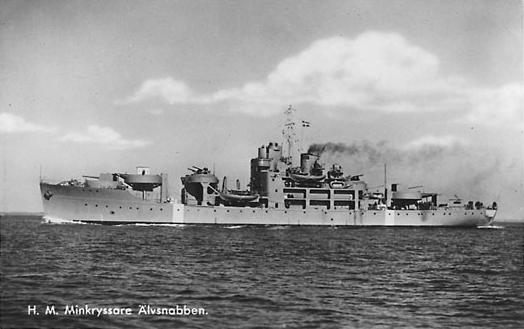
HMS Älvsnabben (M01)
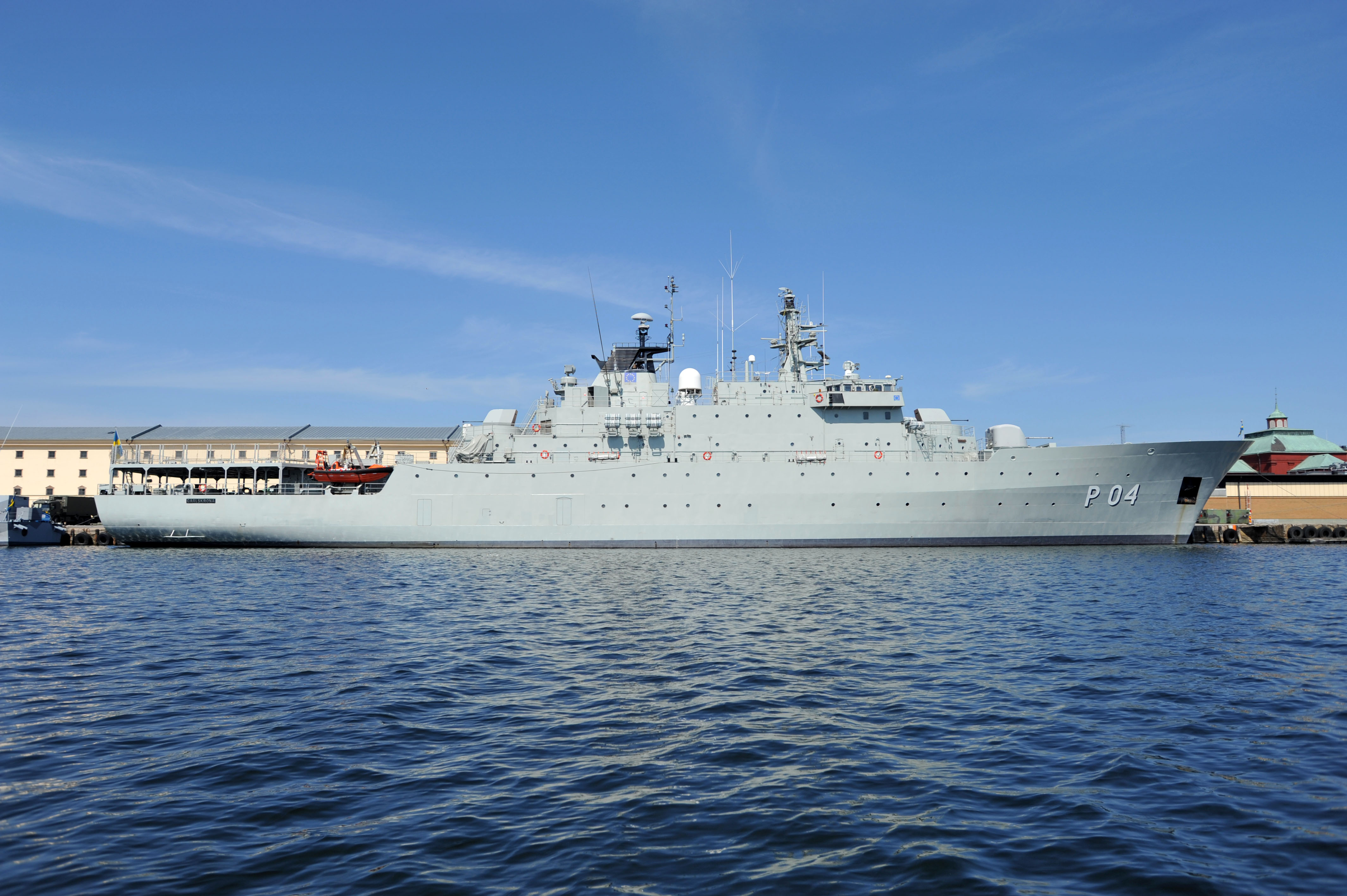
HMS Carlskrona (P04)

## Några andra remarkabla världsomseglingar

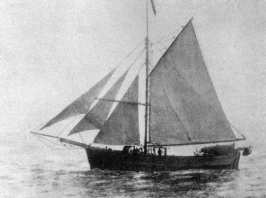
Amundsens "skøyte" Gjøa

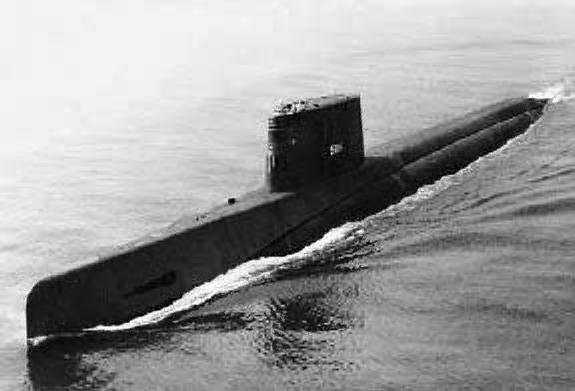
USS Triton

- Joshua Slocum, 1895–1898, första ensamseglaren att fullfölja en världsomsegling. Självlärd sjöman, seglade han med sin elvameters slup Spray Jorden runt, och skrev därefter en bok om resan, Sailing Alone Around the World,  som blev en klassiker för alla seglingsfrälsta.
- Roald Amundsen var den första som uppfyllde definitionen på världsomsegling norr om kontinenterna, i två etapper. 1903 seglade han som den första genom Nordvästpassagen med en 70 fots fiskejakt, Gjøa, med bara sex besättningsmän. 1904 låg de infrusna i Nunavut i norra Kanada, där han lärde sig mycket nyttigt av inuiterna inför sina andra polarexpeditioner (bland annat som den förste till Sydpolen 1910–1912). 1905 kom de fram till Berings sund, men hann frysa in ännu en vinter innan de nådde Nome vid Alaskas stillahavskust. 1918 seglade han med Maud, ett fartyg på 36,5 meter som han själv låtit bygga speciellt för polarfärder, genom Nordostpassagen och kom 1924 fram till Nome, därmed fullbordande ett varv runt Nordpolen som han påbörjade 1903. (Adolf Erik Nordenskiöld var visserligen först genom Nordostpassagen, och runt Eurasien, men det fyllde inte definitionen på världsomsegling.)[13]
- USS Triton, en amerikansk atomdriven U-båt. Med sina 136m en av de största någonsin i amerikanska flottan. Genomförde 1960 under befäl av kapten Edward Latimer Beach en världsomsegling i undervattensläge. Avsikten var att inte alls besöka ytan på vägen, men på grund av att en radarofficer drabbades av ett njurstensanfall var de tvungna att komma upp utanför Montevideo och se till att han kom i land för vård. Resan tog inte fullt tio veckor, men hon var uppe på snorkeldjup och fick luft nästan varje dag. Längsta perioden utan luftpåfyllning var 14 dygn.[14]
- Sir Francis Chichester var en nyzeeländare som 1966 seglade ensam jorden runt med sin 54 fots ketch Gipsy Moth IV. Han var den förste ensamseglaren som valde rutten runt de stora Kapen, och som gjorde bara ett strandhugg på vägen. (Och blev mycket mer berömd än Robin Knox-Johnston som påföljande år gjorde det ensam och non stop. Dessutom blev Chichester adlad.)
- Kay Cottee, australiska som med sin elvameters slup First Lady 1987–1988 blev den första kvinna som ensam seglat Jorden runt. (Amerikanskan Tania Aebi som gjorde det ett par år innan, fick inte rekordet noterat, för att hon hade sällskap under en 80 NM etapp.)
- Dame Ellen Patricia MacArthur ("Dame" motsvarar det manliga "sir") Engelska som slog rekordet för snabbaste världsomsegling ensam i en spektakulär jordenruntsegling med sin 23-meters trimaran B&Q Castorama (med namn efter sponsorerna) som inleddes 28 november 2004 och avslutades 7 februari 2005 utanför Ushant i Frankrike, vilket slog det rådande rekordet med 1 dygn 8 timmar 35 minuter och 49 sekunder. Bedriften renderade henne adelskap omedelbart vid återkomsten till England följande dag, därvid sällande sig till det exklusiva sällskapet tillsammans med Sir Francis Drake och Sir Francis Chichester som så blivit belönade, och dessutom vid 28 års ålder troligen den yngsta.[15]
- Jessica Watson är den som yngst fullföljt en solovärldsomsegling utan att gå in i hamn eller få fysisk hjälp en enda gång. Hon seglade mellan 18 oktober 2009 och 15 maj 2010 (via Kap Horn) och var 16 år och vid målgång yngst också som solovärldsomseglare i allmänhet.
- Laura Dekker är den som yngst, som 16-årig, seglat världen runt solo. Hon seglade jorden runt via Panamakanalen, med flera hamnstopp, mellan januari 2011 och januari 2012.
- Danjel Henriksson och besättningen "runtjordengänget" är inte bara de yngsta svenska världsomseglarna på egen köl utan därtill världsomseglare med den minsta svenska båt som gått varvet runt - Sally Blue. Ser man till att båten bar en besättning på tre till fem personer blir den sannolikt en av världens minsta världsomseglare räknat i kvadratmeter per besättningsman. Kapten Danjel var 23 år gammal när de år 2005 lämnade Sveriges nordligaste kuststad Kalix för en tvåårig segling via Panama- och Suezkanalen[16]. Runtjordengänget drog igång något av en "epidemi" av unga oerfarna som inspirerade av deras bok och blogg ville resa i deras kölvatten. Än har ingen annan besättning lyckats hålla ihop och genomföra en liknande bedrift.

Det har hävdats att den kinesiska amiralen Zheng He skulle ha tagit sig Jorden runt 1421. Tvivelsutan företog han många resor, och även om man skalar av alla eventuella överdrifter, kommenderade han en enorm flotta av djonker, som både till antal och storlek av fartyg vida översteg allting som européerna dittills åstadkommit, men experterna är eniga om att han som längst västerut kan ha tagit sig ungefär till dagens Moçambique, eller möjligen till Godahoppsudden.

## Regelbundna världsomseglingar i urval
- Vetetraden kallades rutten som segelfartygen i slutet av 1800-talet och början av 1900-talet följde då de skeppade varor mellan Europa och Australien. På grund av passadvindarna och den västliga luftströmmen som går runt Antarktis längs roaring forties är det fördelaktigast att gå runt jorden österut. Det finns beskrivningar på fullriggare som legat i månader och kryssat kring Kap Horn utan att lyckas ta sig runt udden västerut, som till sist gett upp och funnit det snabbare att länsa hela vägen runt jorden (till exempel HMS Bounty). Ett antal gamla befälhavare från vetetraden grundade Kaphornklubben, exklusivt för sjömän som rundat Kap Horn på segelfartyg. Den sista kommersiella resan på vetetraden skedde 1949 med Pamir, en stålbark tillhörig Mariehamnredaren Gustaf Erikson. Rutten är dock fortfarande den mest fördelaktiga för så stora fartyg att de inte går genom Panama- eller Suezkanalen.[18]
- Volvo Ocean Race (Ursprungligen Whitbread around the world race) arrangeras vart fjärde år sedan 1972, då extrema 70-fots segelbåtar med tolvmannabesättningar tävlar i en havskappsegling Jorden runt, är en av de regelbundet återkommande Jordenrunttävlingarna.[19]
- VELUX 5 Oceans Race (Ursprungligen BOC Challenge) är tävlingen för ensamseglare, med några stopp längs vägen.
- Vendée Globe är tävlingen för ensamseglare, utan stopp längs vägen.

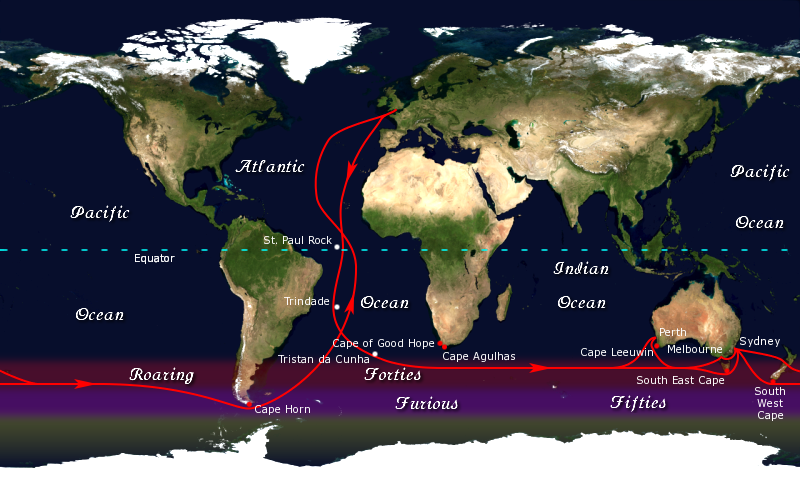
Vetetraden, den snabbaste rutten runt jorden, som klipperskeppen från Europa regelbundet följde på väg till Australien efter vete.